# Crioprosopus gaumeri
Crioprosopus gaumeri là một loài bọ cánh cứng trong họ Cerambycidae.